# Lil Dagover
Lil Dagover (ur. 30 września 1887 w Madiunie, zm. 24 stycznia 1980 w Monachium) – niemiecka aktorka teatralna, filmowa i telewizyjna.
Urodziła się jako Marie Antonia Siegelinde Martha Seubert w Madiunie na Jawie w rodzinie holenderskiego leśniczego. Gdy miała dziesięć lat, została wysłana przez rodziców do Europy. Uczyła się w szkołach w Baden-Baden, Weimarze i Genewie. W 1917 roku wyszła za mąż za aktora Fritza Daghofera; para rozwiodła się dwa lata później. Seubert występowała pod zmienionym nazwiskiem "Dagover".
W 1913 roku zadebiutowała w filmie. Występowała m.in. w filmach Louisa Helda, Roberta Wienego, Fritza Langa. Zagrała m.in. w filmie Gabinet doktora Caligari (1920), oraz w polsko-niemieckiej produkcji August Mocny (1936).

## Filmografia
- 1919: Harakiri
- 1931: Kongres tańczy